# Norma Lazo
Norma Lazo (Veracruz, 1966) es una narradora, ensayista, cronista, guionista y editora mexicana.  Aunque es mayormente conocida por su trabajo como ensayista en el que ha tratado temas cercanos a la violencia y el horror, también destaca en la historia de la literatura nacional como fundadora de la revista Complot. Es premio  Nacional de Cuento Juan José Arreola.

## Trayectoria
Egresada de la Universidad Veracruzana en donde estudió Psicología Clínica, comenzó su carrera en la narrativa y el periodismo, más tarde obtuvo un título de maestría en Saberes sobre subjetividad y violencia por el Colegio Saberes. Fundó y dirigió durante diez años la revista Complot, una de las más notables en México durante la década de los noventa y hasta el año 2004, fue editora de la revista The O. y cofundadora la revista de arte contemporáneo Caja Negra.
Ha sido articulista colaborando con diferentes publicaciones culturales como Tierra Adentro, Hoja por Hoja y Nexos. Fue cronista en el suplemento cultural Confabulario durante los años 2006 y 2007, como guionista trabajó para el programa televisivo La Hora Marcada y también fue creadora y guionista del ensayo fílmico El mecanismo del miedo en 2005.
En el 2014 realizó una compilación de cuentos de su propia autoría llamada Medidas Extremas en donde seleccionó varios de sus mejores cuentos en los que explora la parte oscura de los seres humanos. Su novela Los Creyentes fue traducida al checo bajo el título Verici en el 2001.

## Obra

### Cuento
- Noches en la ciudad perdida. Editorial Pellejo, 1995.
- Medidas extremas. Ediciones Cal y arena, 2014.

### Crónica
- Sin clemencia, los crímenes que conmocionaron a México. Grijalbo, 2007.

### Ensayo
- El horror en el cine y la literatura, acompañado de una crónica sobre un monstruo en el armario. Paidós, 2004.
- La luz detrás de la puerta: el silencio en la escritura, FOEM, 2012.
- Las 7 virtudes contemporáneas, FOEM, 2014.

### Novela
- Los creyentes. Times Editores, 1998.
- El dolor es un triángulo equilátero. Ediciones Cal y Arena, 2005.
- El dilema de Houdini. Random House Mondadori, 2009.
- El mecanismo del miedo. Random House Mondadori, 2012.
- Lo imperdonable. Colección Andanzas, Tusquets, 2014.
- La banalidad de los hombres crueles Lumen, 2022.

### Guion
- Hora marcada, episodio Tiempo fuera, 1989.
- El mecanismo del miedo, 2005.
- Las siete nuevas artes, serie documental, 2006.
- Facultad de diálogo, 2007-2008.[7]
- Guardia García, parte documental, Autopsia social, 2017.
- Tijuana, serie de ficción, Netflix, 2019.
- Horario estelar, serie de ficción, Star+, 2023.

## Premios y reconocimientos
- Premio Nacional de Literatura José Fuentes Mares, 2007
- Mención honorífica en el Premio Nacional de cuento Beatriz Espejo, 2010
- Segundo lugar en el Certamen Internacional de Literatura Letras del Bicentenario Sor Juana Inés de la Cruz, 2011 (Categoría de Ensayo)
- Certamen Internacional de Literatura Letras del Bicentenario Sor Juana Inés de la Cruz, 2016 (Premio único, categoría de Ensayo)
- Miembro del Sistema Nacional de Creadores de Arte desde el año 2011.[8]